# Schizofreniförbundet
Schizofreniförbundet är ett intresseförbund för personer med schizofreni och liknande psykoser.
Schizofreniförbundet arbetar för att förbättra levnadsvillkoren för personer med schizofreni. De arbetar för en högkvalitativ vård och rehabilitering utifrån individens behov och förutsättningar. En annan viktig uppgift är att berätta om hur det är att leva med schizofreni för alla berörda i samhället. Målet är att stödja de som drabbats av schizofreni och deras anhöriga i olika situationer, samt att verka för att öka kunskapen om psykiska sjukdomar.

## Organisation
Schizofreniförbundet har 3000 medlemmar i 60 lokalföreningar. Förbundskansliet ligger i Stockholm.
Medlem i Funktionsrätt Sverige.

## Internationellt
Med i WFSAD (World Fellowship for schizoprenia and allied disorders) och EUFAMI (European Federation of associations of families of mentally ill people).